# Echolink
EchoLink ist eine Internet-Anwendung, die von Funkamateuren genutzt wird, um vorzugsweise Relais zu vernetzen. Es handelt sich nicht um eine eigenständige Betriebsart.
EchoLink wurde ursprünglich von Jonathan Taylor (K1RFD) entwickelt. Die gleichnamige Software für Microsoft Windows wird kostenlos angeboten und kann von lizenzierten Funkamateuren von der Echolink-Website heruntergeladen werden. Echolink ist ein eingetragenes Warenzeichen von Synergenics, LLC.
Das Originalprogramm Echolink läuft mit Wine auch unter Linux.

## Überblick

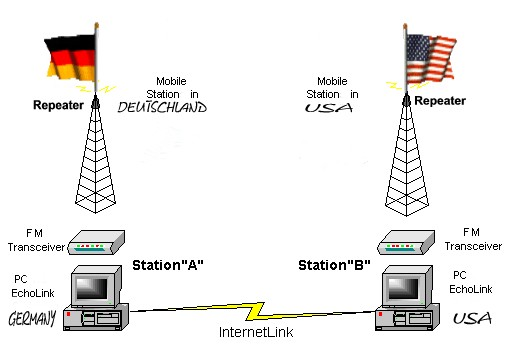
Bild 1 Per EchoLink Übertragung der Audiodaten von PC zu PC, optional über Interfaces (nicht eingezeichnet) zum FM-Funkgerät

Bei EchoLink werden vorhandene Amateurfunk-Relais per Voice-over-IP über das Internet vernetzt, aber auch die Verbindung über Funkgeräte auf Direktfrequenzen ist seit einiger Zeit möglich. (Die Verbindung von Funkeinrichtungen mit öffentlichen Kommunikationsnetzen war früher in Deutschland per Gesetz untersagt.) Die Steuerbefehle werden dabei über die Funkschnittstelle durch DTMF übertragen. Ebenso ist der direkte Kontakt zwischen Funkamateuren über das Internet (ohne dass das Signal über eine Amateurfunkfrequenz übertragen wird) möglich, wenn auch ursprünglich nicht primär vorgesehen.
Zur Sprachübertragung wird der GSM-Codec verwendet.
Die VoIP-Software übernimmt dabei nicht nur die (De-)Codierung der Sprache, sondern steuert gleichzeitig das angeschlossene Funkgerät. Eine in die Software eingebaute Rauschsperre erkennt, ob jemand spricht und ein DTMF-Decoder dient zur Fernsteuerung über die Funkschnittstelle zum Beispiel zum Verbindungsaufbau.
Mit dem Echolink-System ist es möglich, über eine handliche mobile Funkstation im 2-m- oder 70-cm-Band (eine EchoLink-fähige Relaisfunkstelle in Reichweite vorausgesetzt) oder einen PC mit dem EchoLink-Programm mit einem Funkamateur in Verbindung zu treten, den man sonst nur unter günstigen Bedingungen oder mit großem Aufwand erreicht. Daneben ist es auch möglich, ohne Einschaltung eines Funkgeräts direkt von Rufzeicheninhaber zu Rufzeicheninhaber alleine über den PC und eine Kopfhörer-Mikrofon-Kombination miteinander Verbindung aufzunehmen, um damit auf die Anschaffung eines Funkgerätes ganz zu verzichten. Inzwischen existieren sogar Apps für das iPhone oder Android-Endgeräte, die den Echolink-Betrieb auf diesen Geräten ermöglichen. Weiterhin gibt es so genannte Konferenzräume, in denen sich eine Vielzahl von Teilnehmern treffen und miteinander kommunizieren können.
Für die Einrichtung eines EchoLink-Relais benötigt man (neben einer Zulassung zur Teilnahme am Amateurfunkdienst):
- zunächst einen PC mit möglichst schnellem Internet-Zugang. Er übernimmt die Encodierung und Decodierung der Sprachsignale.

Außerdem braucht man
- eine Soundkarte,
- einen Amateurfunk-Transceiver

sowie
- eine spezielle Schnittstellen-Karte. Sie schaltet den angeschlossenen Transceiver wechselweise in den Sende- oder Empfangsbetrieb und wertet die DTMF-Wähltöne der verbindungssuchenden Funkstationen aus. Oft kommen hierfür auch einfachere Soundkarten-Interface zum Einsatz, die nur PC und Funkgerät galvanisch trennen, da die DTMF-Töne via Soundkarte des PCs decodiert werden können.

EchoLink ist wegen der Kopplung aus Amateurfunk mit im Vergleich großen Kurzwellen-Antennen, handlichen Geräten und Antennen mit dem inzwischen allgegenwärtigen Internet besonders für mobile Funkamateure, für Funkamateure mit mangelnden Antennenmöglichkeiten (Dienstreise, Urlaub, Hotels, Stadtwohnungen …)  attraktiv.
Das EchoLink-Netz zählt per Juni 2010 bereits mehr als 520.000 zugelassene Benutzer (alles lizenzierte Funkamateure) in 162 Ländern – mit etwa 4200 Stationen, die zu jeder Zeit online sind.

## Kritik
Wie bei der Einführung jeder neuen Technik (nicht Betriebsart) im Amateurfunkdienst sorgte auch Echolink für rege Debatten. Argumente wie, EchoLink sei aufgrund des dazwischen geschalteten Internets kein „echter“ Funkbetrieb mehr und läute das Ende des Amateurfunks ein, wurden genannt. Inzwischen hat sich die Diskussion jedoch wieder etwas beruhigt.
EchoLink steht in der Kritik, da dessen Implementierung nicht offengelegt ist und Spezifikationen der verwendeten Protokolle nicht erhältlich sind. Einige Funkamateure argumentieren, dass der Amateurfunk ein experimenteller Funkdienst sei und die Software nur genutzt werden dürfe, wenn Protokolle und Spezifikationen von Echolink frei zugänglich seien, bzw. jeder eine eigene Software entwickeln dürfe, ohne irgendwelche Lizenzkosten zahlen zu müssen. Auch wird die notwendige Software vom EchoLink-Projekt nur für Microsoft Windows angeboten. Dies schränkt den Zugang zu dieser Technik ein.
Echolink ist aber keine Modulationsart, sondern beschreibt die Kombination aus VoIP-Frontend, der Software und der Internet-Infrastruktur. Die Spezifikationen der betreffenden Protokolle sind offengelegt. Nur durch Reverse-Engineering war es alternativen Projekten wie SvxLink, CQiNet und EchoMac Software für den Apple Macintosh, deren Quellcode frei verfügbar ist, möglich, eine zu EchoLink kompatible Software für unterschiedliche Betriebssysteme und Anwendungsfälle zu erstellen.

## Frequenzen
Es gibt für EchoLink gemäß aktuellem Bandplan folgende Simplex-Frequenzen:
| 2-Meter-Band       | Region                                |
| ------------------ | ------------------------------------- |
| 145,2375 MHz       | Deutschland – Ersatz für 144,9625 MHz |
| 145,2875 MHz       | Deutschland – Ersatz für 144,9750 MHz |
| 145,3375 MHz       | Deutschland                           |
| 70-Zentimeter-Band | Region                                |
| 430,025 MHz        | Deutschland                           |
| 430,050 MHz        | Deutschland                           |
| 432,800 MHz        | Deutschland                           |
| 432,825 MHz        | Deutschland                           |
| 432,850 MHz        | Deutschland                           |
| 432,875 MHz        | Deutschland                           |